# Parauacu-de-cara-branca
Parauacu ou parauaçu (Pithecia pithecia) é uma espécie de primata pertencente à família Pitheciidae. É encontrado na Guiana, Guiana Francesa, Suriname, leste da Venezuela e norte do Brasil.